# Rogalin (powiat sępoleński)
Rogalin – wieś w Polsce położona w województwie kujawsko-pomorskim, w powiecie sępoleńskim, w gminie Sośno.
W latach 1975–1998 miejscowość należała administracyjnie do województwa bydgoskiego. Według Narodowego Spisu Powszechnego (III 2011 r.) liczyła 502 mieszkańców. Jest trzecią co do wielkości miejscowością gminy Sośno. Przez miejscowość przepływa Orla, rzeka dorzecza Warty.

## Części wsi
| SIMC    | Nazwa    | Rodzaj    |
| ------- | -------- | --------- |
| 0096129 | Dębowiec | część wsi |

## Zabytki
Według rejestru zabytków NID na listę zabytków wpisany jest zespół dworski, nr rej.: 138/A z 30.01.1985:
- dwór, 1921 r.
- park, koniec XIX w.